# Rana italica
Rana italica (tên tiếng Anh: Italian Stream Frog) là một loài ếch trong họ Ranidae. Chúng được tìm thấy ở Ý và San Marino. Các môi trường sống tự nhiên của chúng là sông, sông có nước theo mùa, đầm nước, đầm nước ngọt, và đầm nước ngọt có nước theo mùa. Loài này đang bị đe dọa do mất môi trường sống.

## Hình ảnh

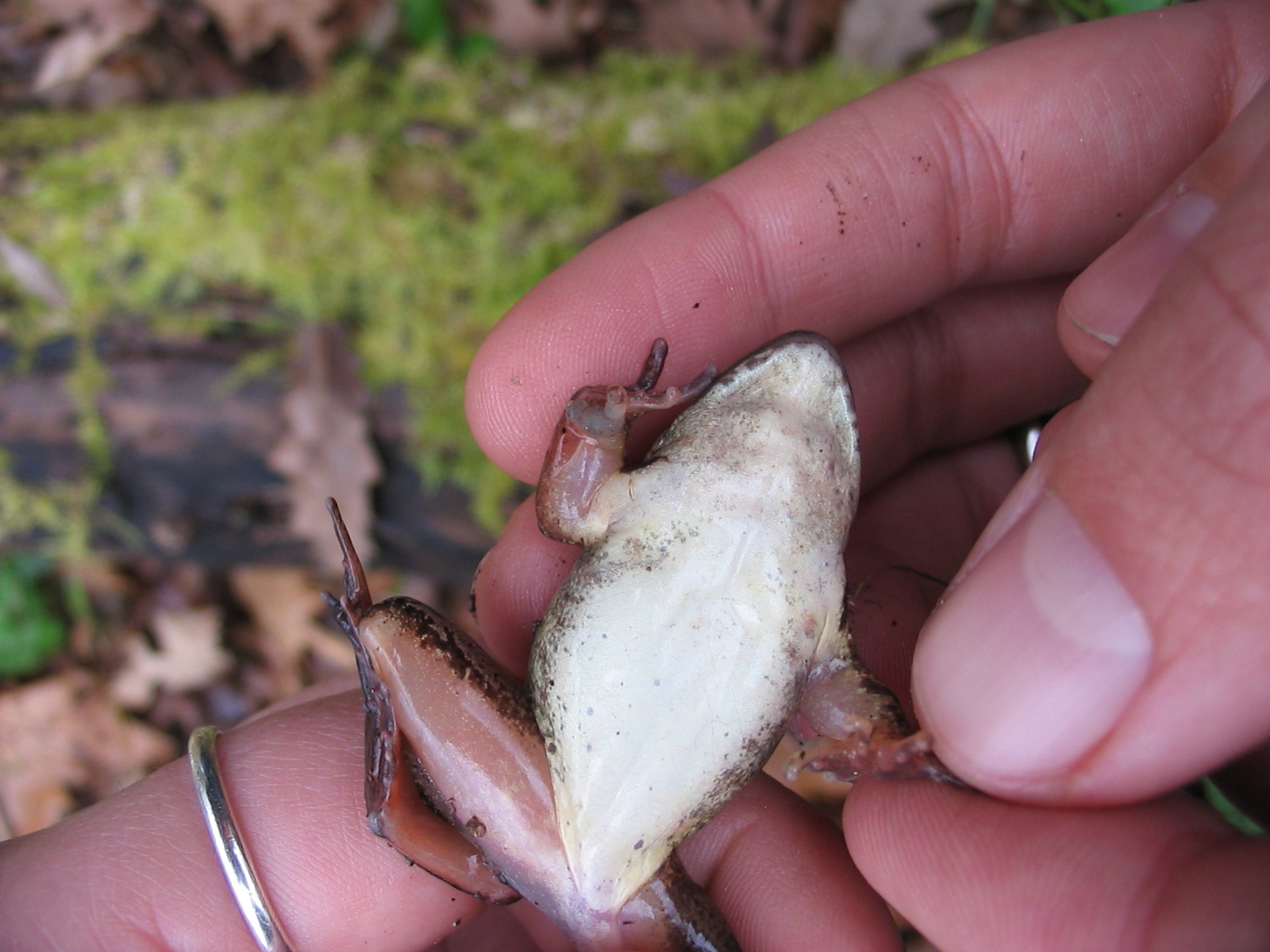